# Etnias de la República Democrática del Congo

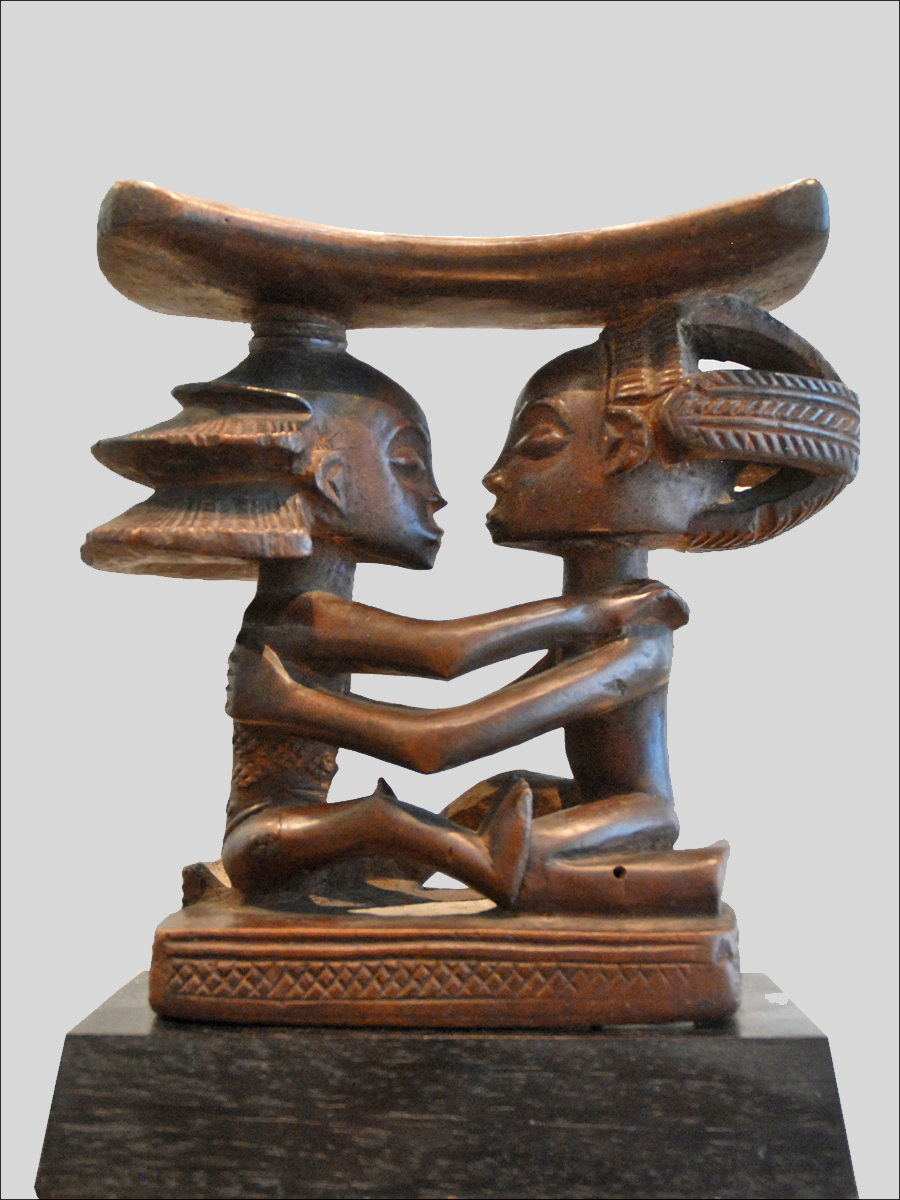
Reposacabezas de los luba, en la RDC.

En el territorio de la República Democrática del Congo hay, en la actualidad, unos 231 grupos étnicos, la mayoría de ellos pertenecientes al grupo de los bantúes, más de 200 del total de los 400 que pertenecen al pueblo bantú, unidos por alguna de las 200 lenguas bantúes que se reparten de manera dispersa desde Camerún y Somalia hasta el sur del continente. De esta comunidad, sobresalen, en la RDC, los grupos kongo (16 millones); luba (16 millones), y mongo (3,6 millones). Estos datos de población, recogidos en el censo poblacional de 2018 en la República Democrática del Congo, son estimaciones, ya que por las características orográficas del territorio, podría haber un margen de error significativo.

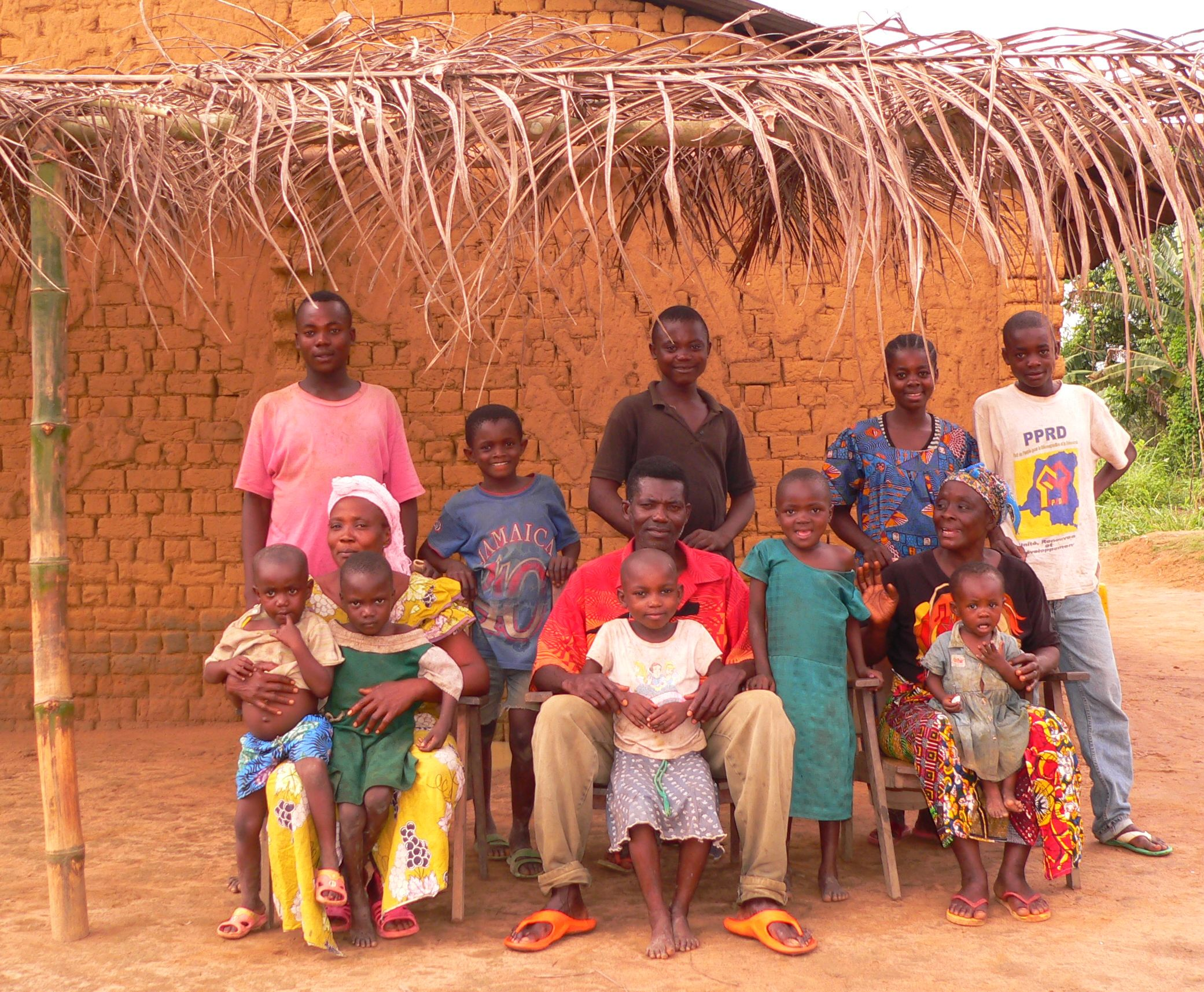
Familia mongo en la provincia de Ecuador, en la RDC.

## Población
En 2024, en la RDA, según Worldometer, había 110 millones de habitantes en la RDA. La Edad Media es de 15,8 años, con una natalidad de 6 hijos por mujer, la misma que en 1955. Es de los pocos países donde la tasa de fertilidad no ha descendido, así es que la población ha pasado de 14 millones en 1955 a 110 millones en 2024. La población urbana se ha duplicado, del 20 al 44,5 %. Aun con un descenso de la natalidad a 3,6 hijos por mujer, se estima que en 2050, habrá cerca de 220 millones de habitantes, con una tasa de duplicación de 21 años. La esperanza de vida es de 62 años, veinte años más que en 1960, lo que también contribuye al aumento neto de población, así como el descenso de la mortalidad infantil, de cerca de 200 por mil a 72,4 en los menores de 5 años, y de 48,6 en los recién nacidos. Con todo, el enorme tamaño del país, de 2,267 millones de km2, hace que la densidad de población no sea muy elevada, de 48 hab/km2. Hay al menos cinco ciudades que superan el millón de habitantes, destacando Kinsasa, con 16 millones, seguida de Lubumbashi, con 2,21 millones. Veinticinco ciudades superan los doscientos mil habitantes.
La mayoría de congoleños son cristianos (casi un 92%), de los que un 19,2% son evangelistas. 

## Bantúes

Niños kongo en Kinsasa, en 2010

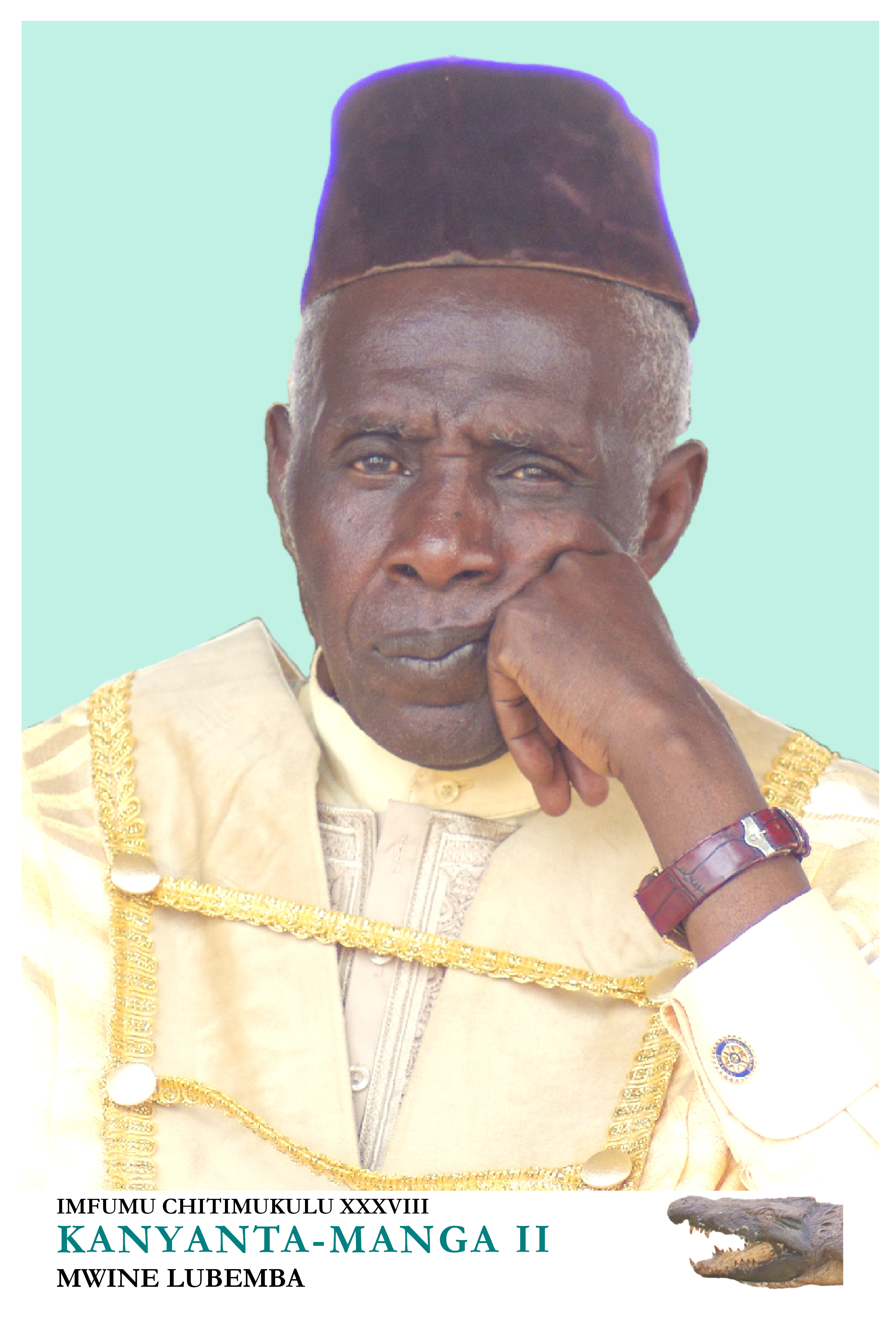
Mwine Lubemba Chitimukulu Kanyanta-manga II, rey del pueblo bemba desde 2013.

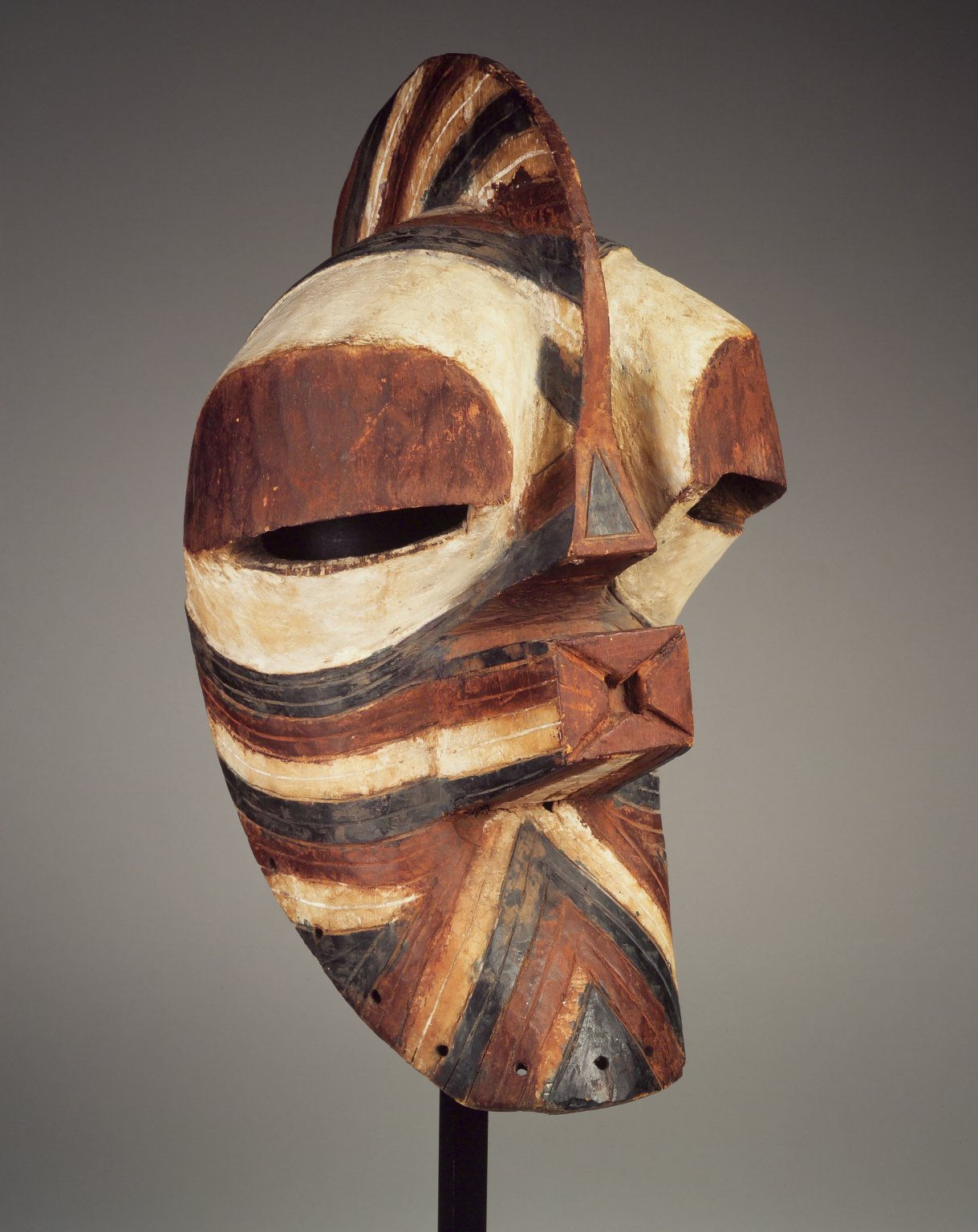
Máscara kifwebe de la cultura songye

Entre los bantúes las etnias más importantes son los kongo, los luba y los mongo, pero hay muchas otras etnias en este grupo, entre ellas ambala, ambuun, angba, babindi, baboma, baholo, balunda, bangala, bango, batsamba, bazombe, bemba, bembe, bira, boma, bowa, dikidiki, dzing, fuliru, havu, hema, hima, hunde, hutu, iboko, kanioka, kaonde, kuba, kumu, kwango, lengola, lokele, lupu, lwalwa, mbala, mbole, mbuza (budja), nande, ngoli, bangoli, ngombe, nkumu, nyanga, pende, popoi, poto, sango, shi, songo, sukus, tabwa, tchokwé, téké, tembo, tetela, topoke, tutsi, ungana, vira, wakuti, yaka, yakoma, yanzi, yeke, yela etc.
- Kongo. Unos 16 millones, concentrados al sudoeste de Pool Malebo y al oeste del río Kwango, en la República Democrática del Congo; en Punta Negra, en la República del Congo, y al norte de Luanda, en Angola, a lo largo de la costa.[4] Fue uno de los reinos más importantes del África subsahariana, gobernados por un monarca llamado manikongo de los bakongo o pueblos kongo. Se extendía desde el océano Atlántico por el oeste hasta el río Kwango, al este, y desde el río Congo, al norte, hasta el río Cuanza, al sur. Fue descubierto por los portugueses en 1483, quienes convirtieron al cristianismo y bautizaron a su rey en 1491 con el nombre de su rey, Joao.[5]

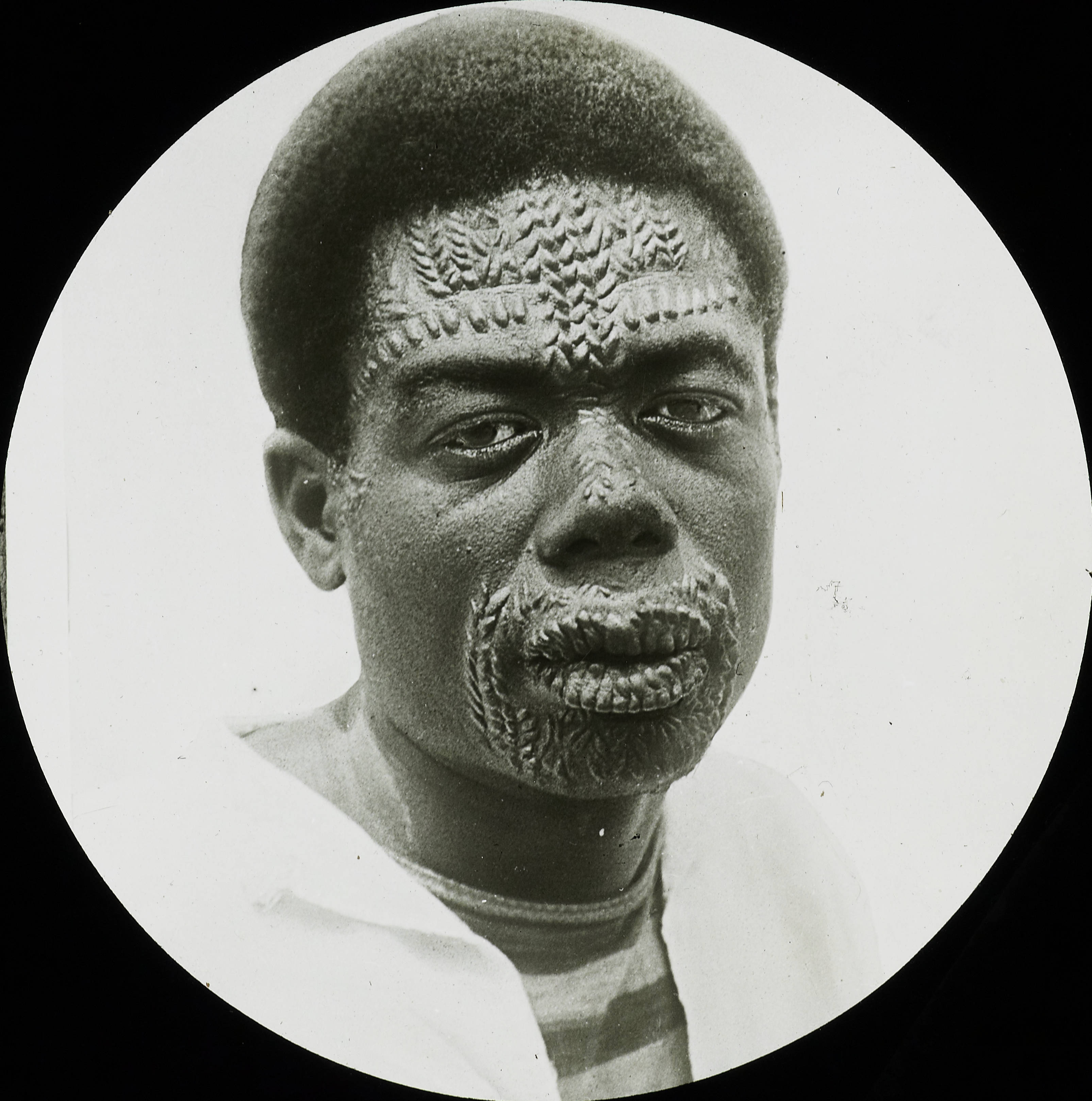
Escarificaciones tradicionales en un hombre tabwa hacia 1915

- Luba o baluba. Unos 17 millones. Viven en las provincias de Katanga, Kasai y Maniema, en el centro-sur de la RDC.[6] Los luba centrales o de Katanga formaron un imperio en el siglo XVI, cuya influencia se alarga hasta el siglo XIX. están formados por una serie de pueblos que hablan idiomas relacionados. Antiguamente eran cazadores-recolectores en el bosque y la sabana, tuvieron numerosos reinos, fueron agricultores y acabaron constituyendo el grupo étnico más numeroso de la RDC. El corazón del reino estaba situado al este del río Kasai, en la cabecera del río Lualaba. En su región hay oro, marfil, cobre, olíbano y ébano, y comercian con bienes como cerámica y máscaras. Se dividen en tres ramas principales: luba-shankaji, luba-bambo y luba-hemba. Laurent-Désiré Kabila era luba.[7]
  - Shankaji o luba de Katanga, unos 4,25 millones, antes llamados Shaba, conectados con los primeros fundadores del Imperio lunda. Patrilineales.
  - Hemba, o lubas orientales, del norte de Katanga y el sur de Kivu. Viven al sur de Kasai y al nordeste de Zambia. Matrilineales.[8] Hablan el chiluba.
  - Bambo o lubas occidentales, de la provincia de Kasai.

- Lulua, también bena lulua o luluwa. Son un pueblo de habla bantú, asentados en el valle del río Lulua, en la provincia de Kasai Occidental. Relacionados con los Chokwe y los songye. Muy cercanos por su localización a los luba de Kasai o bambo y a los kuba, producen estatuas y máscaras relacionadas con ellos. Tienen un sistema jerárquico parecido al de los hindúes.[9] Se vieron envueltos en la crisis del Congo, de los años 60, en la guerra civil contra los baluba.

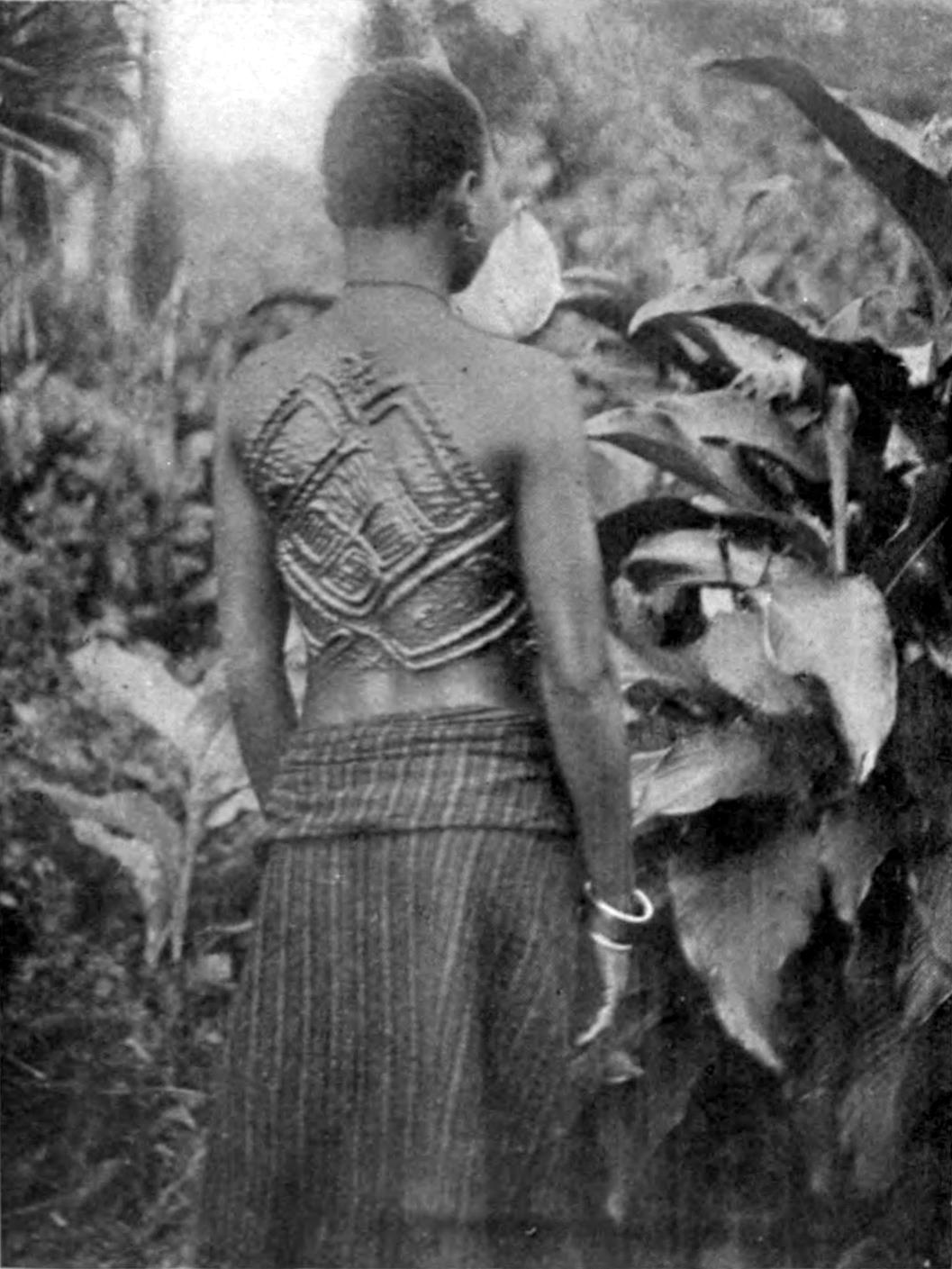
Mujer tetela con escarificaciones, de antes de 1905

- Mongo. Más de 10 millones. Hablan el idioma mongo, una lengua bantú. La mayoría son cristianos. Viven en el norte del país en torno a los ríos Kasai y Sankuru, al sur del río Congo, como granjeros en el interior del bosque. Incluyen numerosos grupos étnicos, entre ellos bokote, ekonda o konda, bolia, sengele, ntomba, ndengese, songomeno, mbole, bongandu, boyela, nkutu y tetela-kusu. Cultivan plátanos, mandioca y recogen productos silvestres, cazan y pescan.[10]
  - Tetela o batetela, unos 2 millones. Muchos hablan el idioma tetela. Viven en la región entre Lusambo y el alto Congo, en las provincias de Sankuru y Maniema. Son agricultores (mandioca, bananas y nuez de cola). Están emparentados con el pueblo kusu, del que se separaron en el siglo XX con la llegada de los belgas. Ambos son subgrupos del grupo mongo. En la Guerra árabe del Congo (1892-1894) los batetela lucharon con los árabes, pero fueron derrotados por los belgas, y su líder, Gongo Lutete, ejecutado en 1893. Esto dio lugar a una serie de rebeliones que se alargaron hasta 1908. Tras la independencia, el tetela Patrice Lumumba fue el primer ministro de la RDC hasta su asesinato en 1961. Muchos fueron purgados por el ejército en 1975. Los tetela usan tres tipos de tambores, el ngomo de piel para la danza; el ekuli, pequeño, cilíndrico usado para la victoria en la batalla y ahora en las escuelas y la iglesia, y el lukumbi, para comunicarse.[11]
  - Kusu o kikusu, kongola o kutsu. Unos 150.000, en el centro del Congo. Hablan el idioma kusu. Comparten historia con los tetela y los nkhutsu, y el origen mongo-kundu. Al llegar a su localización actual se dividieron en dos facciones, al norte y el sur, y luego en grupos más pequeños debidos al aislamiento. Los del sur reciben influencia de los songye y los luba. Antiguos cazadores, ahora cultivan maíz, yuca, judías, crían animales como vacas, cerdos, cabras y pollos, y pescan. Creen en el poder de los ancestros, aunque están muy cristianizados.[12]
  - Ntomba. Unos 378.000. A lo largo del río Maringa, al sur del centro de la RDC. Solo se encuentran en la RDC. Son pescadores y granjeros que cultivan nuez de cola, yuca y bananas. Hablan el idioma ntomba, una variante del idioma mongo. Vine alrededor del lago Tumba, donde conviven los ntomba con los pigmeos batwa o twa. Ambos grupos están relacionados por el sistema de castas. El lago Tumba es uno delos más profundos de África, desemboca en el río Congo por el canal de Irebu. En los dos grupos se elabora vino de palma, se recoge miel y se construyen igual las casas.[13]

- Chokwe o kioko Unos 1,5 millones. Repartidos entre RDC, Angola y Zambia suman unos 4 millones. Hablan el idioma chokwe. Tienen jefes locales en las aldeas, los Mwana nganga, que se reúne con los ancianos para tomar decisiones. Cultivan mandioca, yuca y cacahuetes, y cazan animales pequeños. Son famosos por su artesanía. Son cristianos en su mayoría, pero conservan creencias animistas.[14]

- Lingala. Cerca de 4 millones en la RDC, aunque hay unos 15 millones de hablantes nativos de idioma lingala concentrados en Kinshasa, Brazzaville y el norte de la RDC, y unos 70 millones de miembros del grupo lingala de los idiomas bantúes.

- Bembe. En torno a 685.000. Nordeste de la RDC, en Kivu del Sur y Fizi, y oeste de Tanzania. Hablan el idioma bembe o ebembe. Son seminómadas, las mujeres cultiva y los hombres cazan, pescan y realizan las transacciones comerciales. Poseen una música folclórica en la que usan tambores y danzan en cualquier festividad. En la cocina usan la yuca, generalmente molida con nueces y aceite de palma.[15]

- Bemba o babemba. Unos 650.000. Provincia de Katanga, al sur del Congo y en Zambia. Hablan el idioma bemba. Contando lo que hay en Zambia, Tanzania y Zimbabue, superan los 6 millones.[16] Viven el aldeas de 100 a 200 personas, gobernadas por un clan llamado Abena Ng'andu, con un líder llamado Mwine Lubemba Chitimukulu Kanyanta-manga II desde 2013. Tradicionalmente eran agricultores de roza y quema, cultivando sobre todo mijo y mandioca. Algunos crían cabras, ovejas y vacas, o trabajan en la industria minera. Son matrilineales.

- Hema. Los hemas, unos 200.000,[17] viven en el bosque de Ituri. Son pastores y están implicados en el conflicto de Ituri, donde se cree que entre los años 2017 y 2018 murieron unos 700 hemas a manos de los agricultores lendu.[18]

- Ngombre. Unos 750.000, a lo largo del río Congo, al norte de Mbandaka y Basankusu, donde pescan, cultivan en las riberas y comercian. Vivrn principalmente en la provincia del Ecuador. Le dan un gran valor al jefe de aldea, conocido como kumu, con un poder absoluto, heredado y sagrado como intermediario entre los vivos y los muertos. Es pues, una sociedad jerarquizada, dividida en clases. hablan el idioma lingombe, con variaciones según la zona. En alimentación, domina la yuca, la banana y los pescados, y las proteínas son sobre todo de la caza. Creen en un dios trinitario que se manifiesta como tres personas.[19]

- Songye o songe. Unos 2,7 millones, en una zona muy amplia en el río Sankuru, también llamado Lubilash en uno de sus tramos, entre las provincias de Kasai Oriental, Katanga y Kivu.[20] Están divididos en 34 grupos, cada uno con un jefe o rey. Se denomina a sí mismos con otros nombres según el grupo, por ejemplo, kalebwe, eki, ilande, bala, chofwe, sanga y tempa. Cultivan maíz, sorgo, arroz, yuca y mandioca, entre otros. Son conocidos por sus máscaras.[21]

- Tabwa o batatwa o itawa, rungu etc., en torno a 1,28 millones, en el sudeste de la RDC, unos pocos en Zambia y el sudoeste de Tanzania, en la orilla occidental del Lago Tanganica. Tienen varios clanes y subclanes antiguamente separados en tribus y unidos en época colonial. Son agricultores y pescadores, cultivan patatas, trigo, maíz, mandioca, yuca y cebollas, y desde tiempos precoloniales, hierro, sal y pescado ahumado. Durante la colonización, proporcionaban alimento a las ciudades del cinturón del cobre (Copperbelt), pero toda la infraestructura de carreteras y depósitos se empezó a deteriorar en la década de 1970. Hoy, la pesca se ha industrializado en los lagos Tankgnica y Mwera, complementada con las antiguas redes. En el sur de su territorio aun se extrae cobre. El idioma taabwa es una lengua bemba. Los tabwa son cazadores y herreros de tradición. Eran polígamos que vivían en grupos de 20 personas. Practican la escarificación por todo el cuerpo. Según Joshua Project, el 95 % son cristianos, en otras fuentes solo el 40 % y el resto animistas.[22]

## Otras etnias

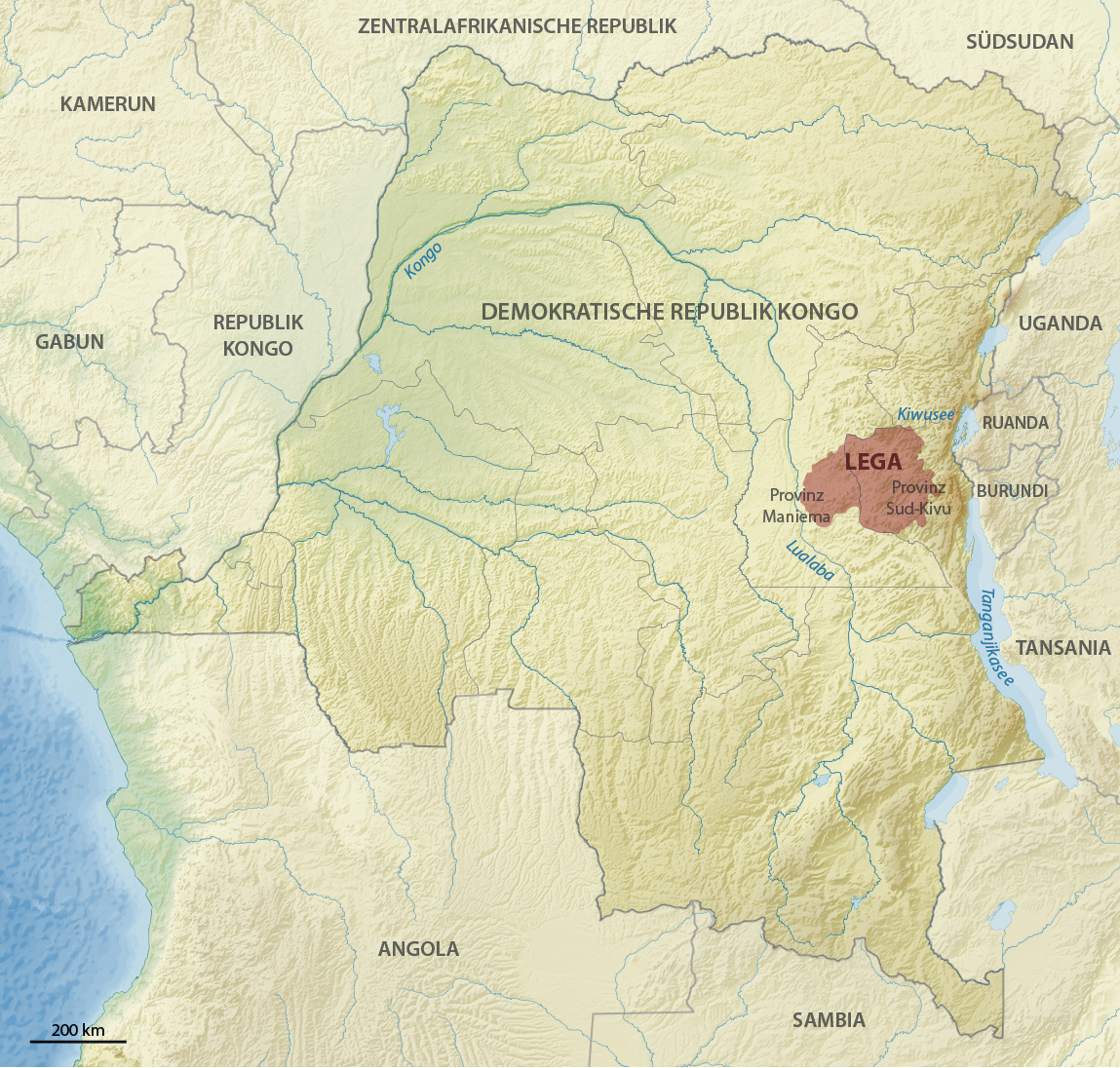
Pueblo lega en el Congo

- Azande. En torno a 1.8 millones. Cristianos en su mayoría, con un 30% de evangélicos. Hablan el idioma zande. Repartidos por el nordeste de la RDC, Sudán del Sur y la República Centroafricana. Viven en casas de adobe con el techo de paja, con un patio y un huerto donde pueden cultivar piñas, mangos, naranjas, plátanos y caña de azúcar, así como maíz, arroz, sésamo, mandioca y boniatos.

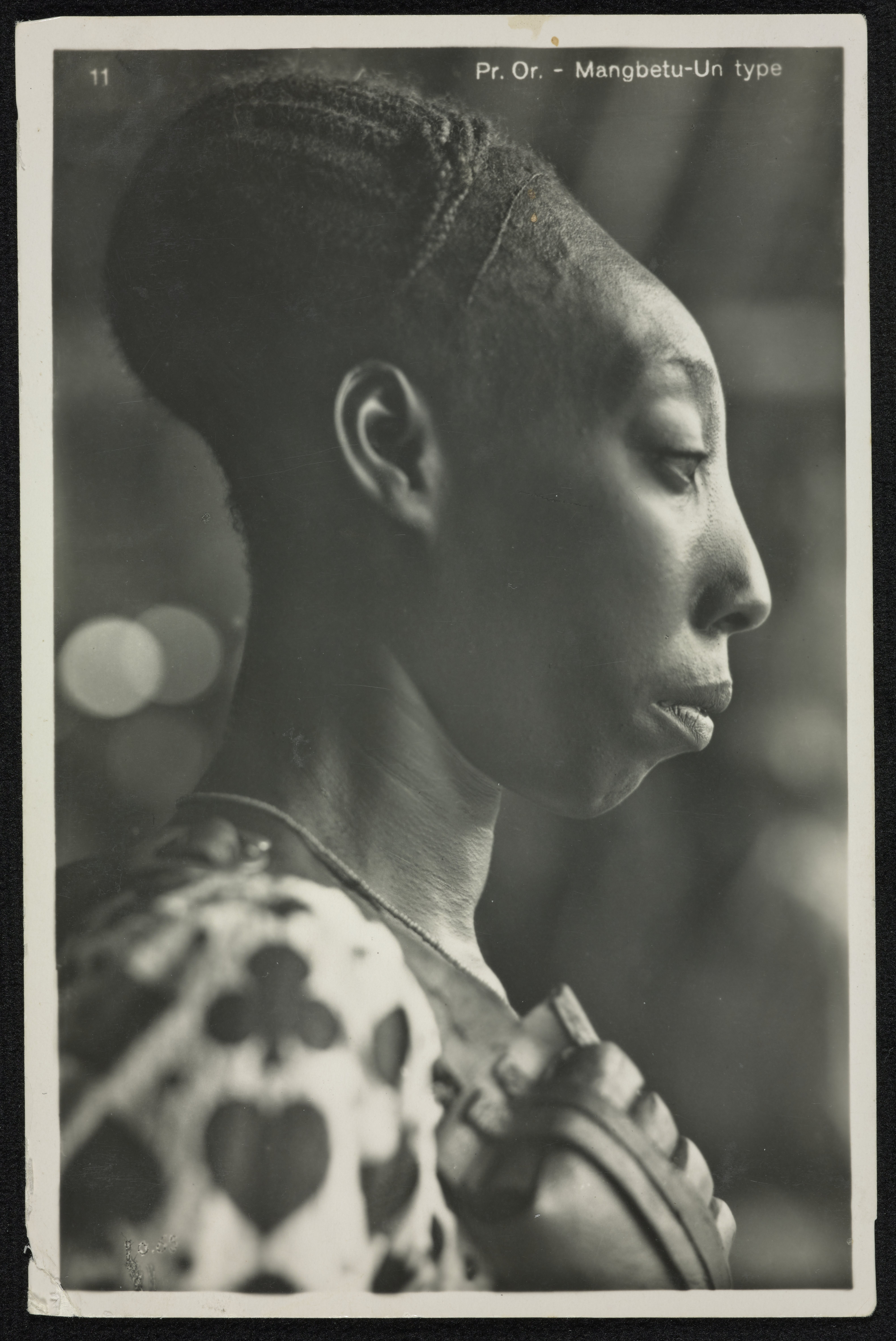
Mujer mangbetu fotografiada en 1938 con deformación cultural en el cráneo

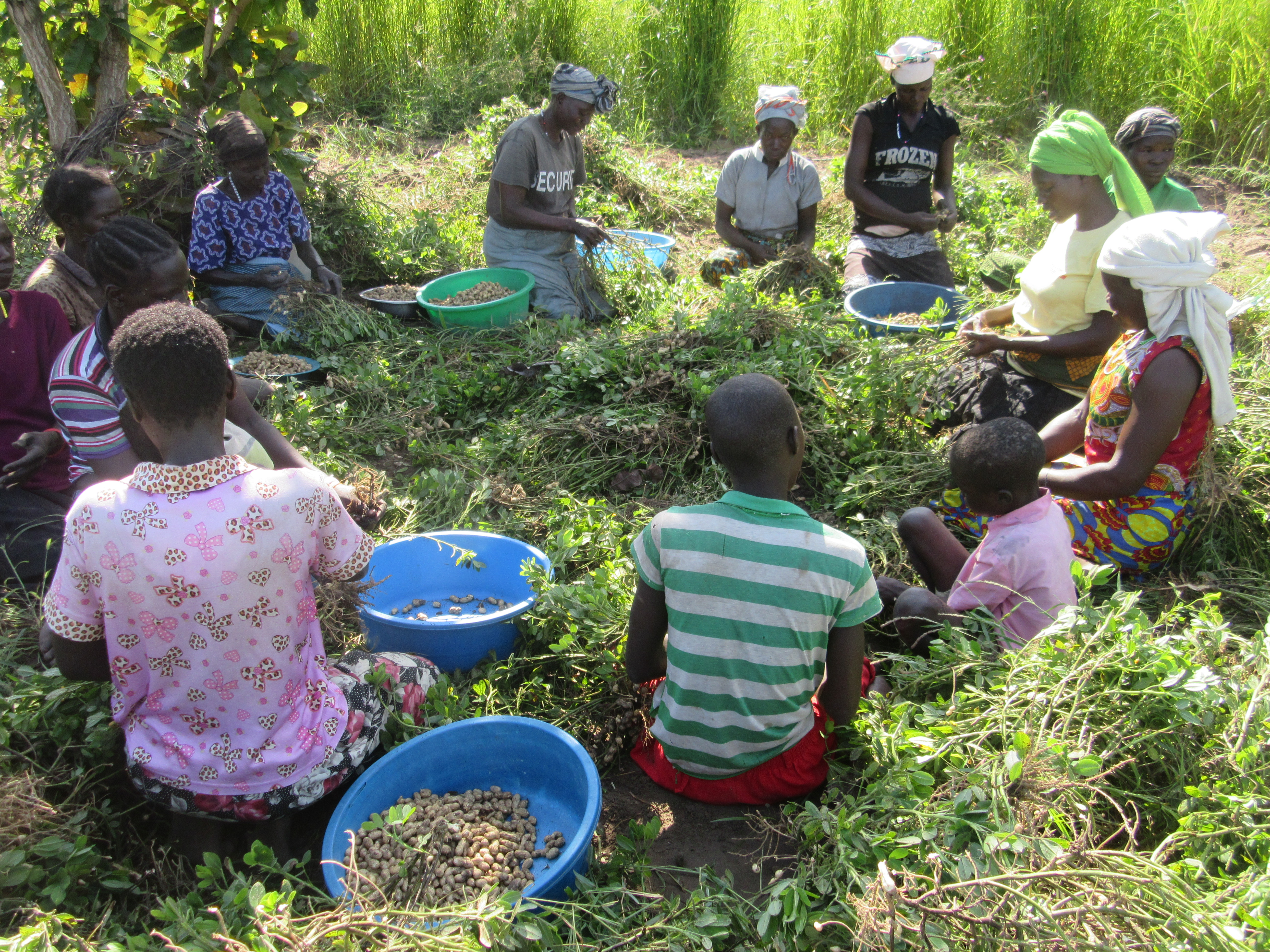
Un grupo de mujeres lugbara recogiendo cacahuetes

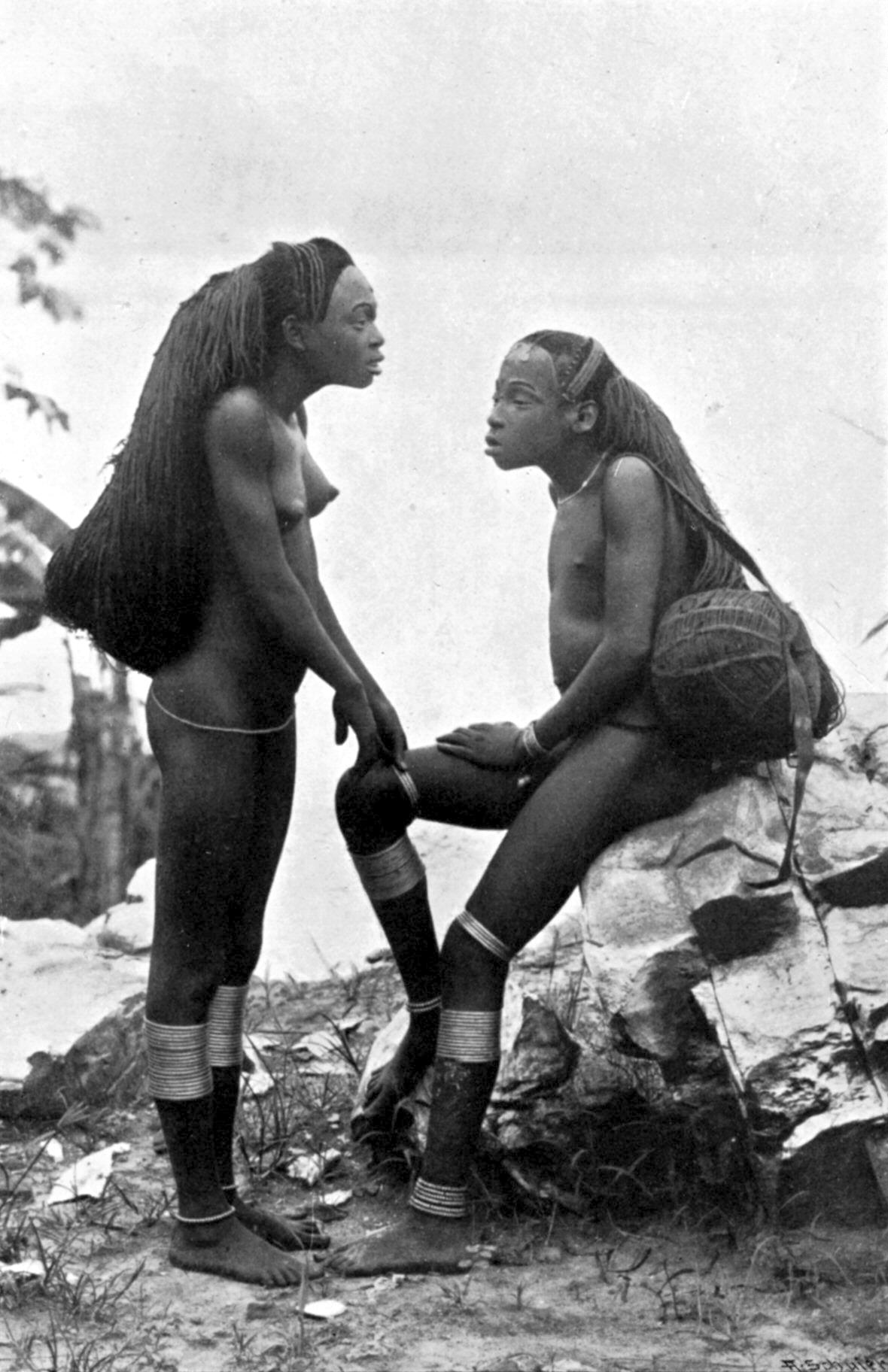
Chicas ngbandi fotografiadas en 1905 en Banzyville, en el norte de la RDC.

- Alur. Unos 1,15 millones, nilóticos. En el noroeste de Uganda y el nordeste de la RDC.
- Lega o shabunda rega.  Viven en el este del Congo, en las zonas más húmedas. Se estiman unos 1,428 millones, la mayoría cristianos.[23] Hacia el año 2000 vivían en los valles altos de los ríos Ulindi y Elila, afluentes del Lualaba, en la provincia de Kivu del Sur. Es una zona montañosa, que alcanza los 1800 m, cubierta de profundos bosques. Vivían en pequeños poblados, sin una autoridad centralizada, pero con una sociedad estratificada en siete niveles masculinos y cuatro femeninos.  Tradicionalmente cazadores y recolectores, fueron obligados por los colonizadores belgas a cultivar mandioca, plátanos y arroz para los mineros. A principios de siglo XXI trabajaban en los ríos en busca de oro y en las minas de hierro de la región.[24]
- Lendu o baledha. En torno a 1,4 millones. Viven al este de la RDC, al noroeste del lago Alberto, en la región de Ituri, en la Provincia Oriental. Hablan el idioma lendu, una lengua sudánica.

- Mangbetu o amangbetu. En torno a 1,6 millones.[25] Viven en la Provincia Oriental. Hablan el idioma mangbetu, una lengua sudánica.

- M'baka, bwaka o ngbaka. Etnia minoritaria en la República Centroafricana y el noroeste de la RDC. Hablan el idioma ngbaka mabo, una lengua ngbaka que hablan varios pueblos. Son unos 37.000 según Joshua Project, en la RDC, que sumados a los 190.000 del Congo y los 146.000 de la RC, suman unos 370.000.[26] También hablan esta lengua sus vecinos ngbaka, unos 2,2 millones en la RDC. Los m´baka son cazadores recolectores y pescadores que viven a lo largo del río Ubangui, cerca de Zongo. En 1890, durante la colonización, establecieron una relación de privilegio con los franceses y alcanzaron puestos de poder en la administración. El presidente o emperador de la RC entre 1966 y 1976, Jean-Bédel Bokassa, era m'baka.[27]

- Ngbaka, unos 2,2 millones según Joshua Project, en el noroeste de la RDC. Hablan el idioma ngbaka y viven en la zona meridional del río Ubangui. Se cree que vinieron de la zona del lago Chad. Llegaron hacia 1920 a la meseta de Gemena junto con los manja y los gbaya, después de un viaje en el que se cruzaron con otras etnias y algunas veces se enfrentaron a ellas. Sus ritos de iniciación, expulsando durante meses a los chicos, son muy duros. Solo tras la circuncisión final o las escoriaciones adquieren la calidad de hombres y mujeres. Son granjeros que cultivan mandioca, maíz, sorgo y plátanos. Crían gallinas y cabras por los huevos y la leche. No hay un poder centralizado, pero sí un jefe de aldea. Son patrilineales y poligamos, pero en las familias, la mujer de más edad ocupa un puesto de honor. Su deidad suprema se llama Gale o Gbonboso. Son famosas sus esculturas y sus escoriaciones verticales.[28]

- Ngbandi. Unos 543.000 en 2024.[29] Mobutu Sese Seko pertenecía a este grupo. Es un pueblo sudánico. Viven en el noroeste, en la zona alta del río Ubangi. Hablan el idioma ngbandi, de la familia de lenguas ubangui. Tradicionalmente son agricultores de subsistencia que cultivan maíz, mandioca, cacahuetes, boniatos, pimientos, papaya, tabaco, etc. Hasta hace poco, algunos eran cazadores recolectores. Una vez fueron guerreros y conocidos fabricantes de cuchillos y lanzas.[30][31]

- Logo. Más de 600.000, unos pocos en el sur de Sudán del Sur y el oeste de Uganda. En la RDC, en el nordeste, en la provincia de Alto Uele. La mayoría cristianizados. Las guerras constantes en el extremo nororiental de la RDC, han hecho de ellos un pueblo depauperado, con problemas de alimentación, habitabilidad y daño psicológico. Las familias cultivan huertos de subsistencia y cazan para alimentarse. Tienen algunas cabras y pollos. Están siempre amenazados por las guerrillas y solo algunos grupos religiosos mantienen pequeñas escuelas y hospitales. El comercio es residual por la falta de carreteras y las barreras culturales. Se relacionan con el idioma lingala y entre ellos el idioma logo.[32] Se supone que vinieron de Sudán expulsados por los azande.

- Lugbara. Unos 740.000 en 2024, en la Provincia Oriental. Sobre todo en la región occidental del Nilo, en el noroeste de Uganda, donde hay más de 1 millón, y unos pocos en Sudán del Sur. Hablan el idioma lugbara. Tradicionalmente son granjeros que crían algo de ganado. Se consideran los guardianes de la gallina de Guinea o pintada, que crían como pollos en Uganda. Su agricultura es de subsistencia, con cultivo de yuca, mijo, sorgo y legumbres. En el siglo XIX, en el Congo se los conocía como el pueblo desnudo, por la escasez de su vestimenta. Eran grandes cazadores, más altos que la media. Hoy viven en la frontera con Uganda y tiene los mismos hábitos, Su símbolo cultural es un leopardo con 33 manchas. Entre los lugbara famosos figura el que fue presidente de Uganda, Idi Amin.

## Pigmeos

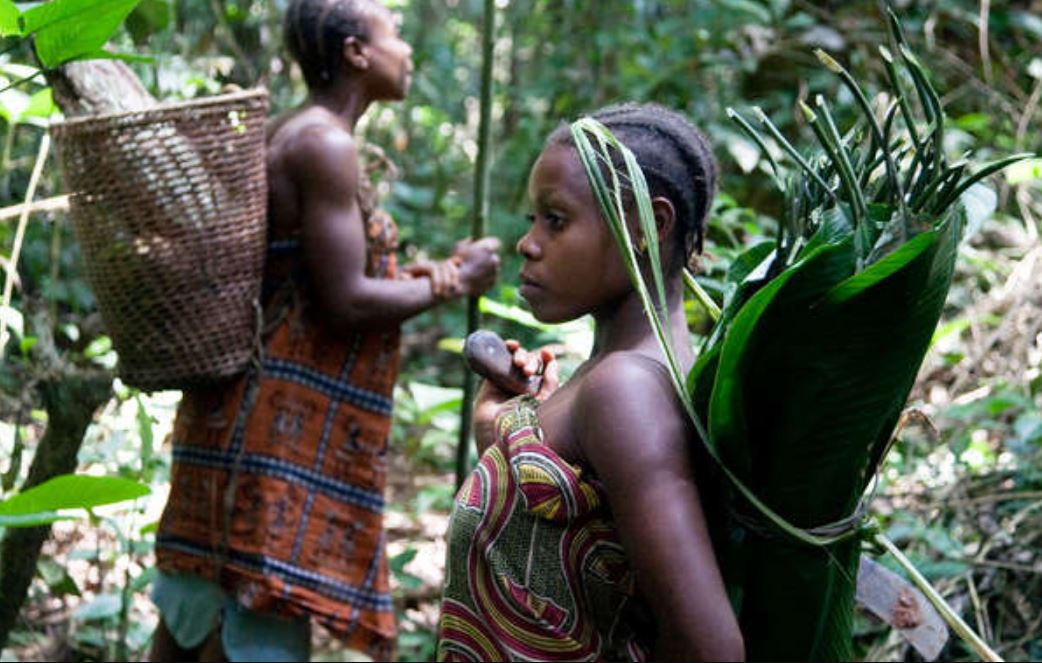
Pigmeos mbuti en el Congo

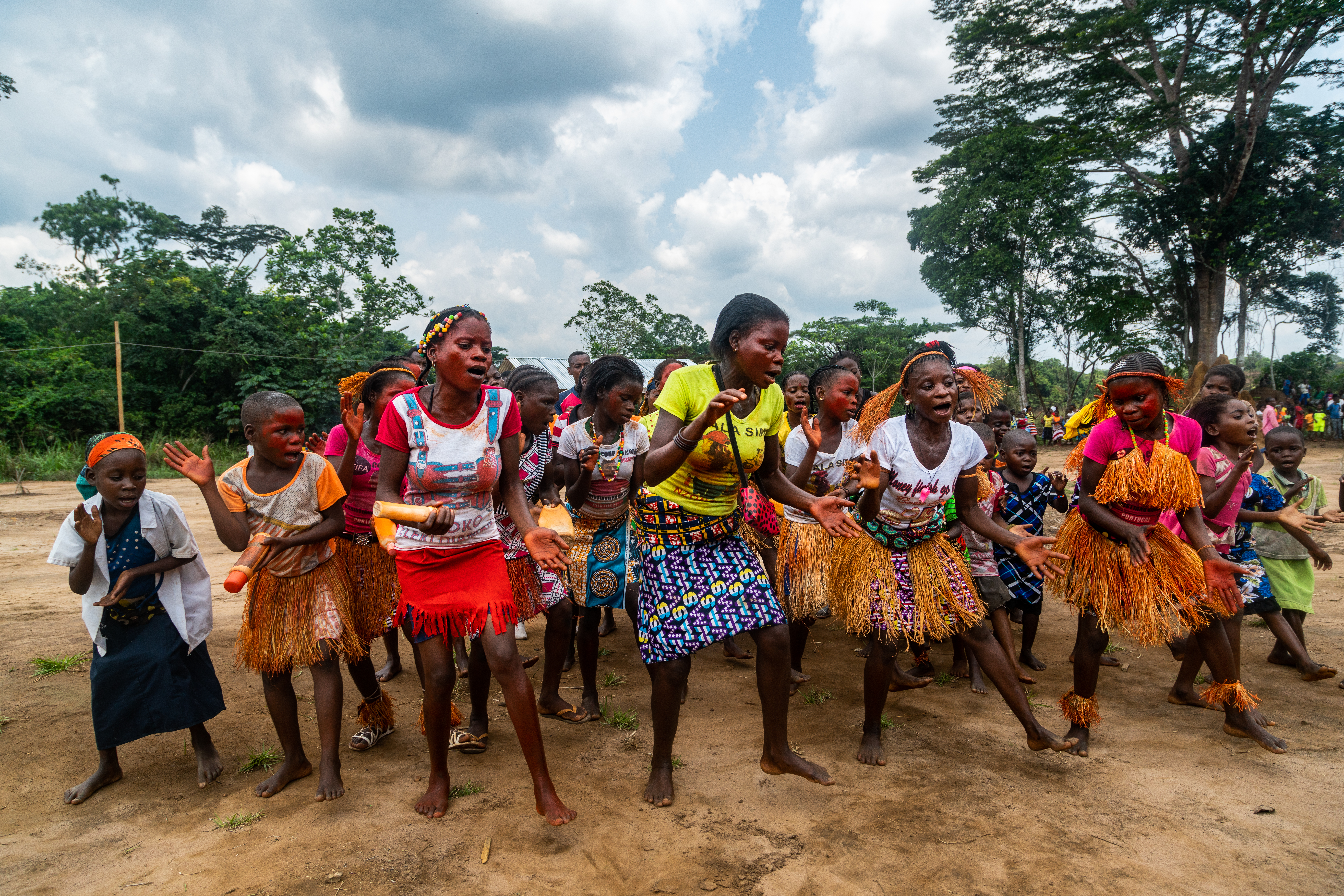
Danza de pigmeos en la RDC.

Es difícil saber el número de pigmeos que hay en el Congo, en muchos casos denominados twa o tua, de forma genérica, y actualmente en el país "población local". Muchos se han mezclado con los bantúes. En 2017, se decía que su número podía oscilar entre 250.000 y 600.000. Fueron probablemente los primeros habitantes de la cuenca del río Congo. Un buen número de pigmeos han tenido que huir de su hábitat natural en la selva de la provincia de Ituri, al este del Congo, debido a la deforestación y las persecuciones, y han acabado en campos de refugiados en Mombasa, Kenia. En 2022, se calculaban unos 20.000 refugiados. En la mayoría de asentamientos, llevan una vida muy pobre. En la isla de Idjwi, en el centro de lago Kivu, en la frontera con Ruanda, viven varios centenares en minoría con la etnia bantú dominante, los havu o bahavu, no tienen derecho a la propiedad de la tierra y cobran medio euro por una jornada de trabajo, la cuarta parte que un bantú. En la aldea, quienes no trabajan en el campo, hacen cerámica. Otros pescan cangrejos y alevines en el lago. El 15 de julio de 2022, el presidente de la RDC, Félix Antoine Tshisekedi Tshilombo, publica una ley que reconoce los derechos de los pigmeos en el Congo. Se estima entonces que hay 1,2 millones de pigmeos que sufren condiciones de desigualdad. Los más numerosos en el país son de la etnia mbuti.
- Mbuti o bambuti. De 30.000 a 40.000. Bosques del nordeste de la RDC, en el bosque de Ituri. Cazadores-recolectores.[36] En general, llevan una vida nómada en los bosques. Hablan varios dialectos y lenguas, el dekango o likango, el suajili y el lingala para comunicarse con los otros. Adoran las danzas folclóricas y las canciones para evocar fueras sobrenaturales. Luis Pancorbo, en Otros pueblos, dice que los pigmeos de Ituri hablan el idioma mbuti. Mukenge, en Culture and customs of the Congo habla de tres subgrupos de mbutis, los sua o mbuti, que hablan un dialecto de la lengua de sus vecinos bantúes, el bila; los efé, que hablan el lese, y los asua o asoa, que hablan el mangbetu.[37]

Hay otros grupos de twa, más de 50.000, que viven repartidos por diversos países, mezclados con las poblaciones agrícolas bantúes, en Uganda, Angola, Namibia, Zambia y Botsuana. Los pigmeos baka viven sobre todo en Camerún, República Centroafricana y Gabón.
Africa 101 Last Tribes sitúa varios grupos de pigmeos en la RDC: los balumbe, en la provincia del Ecuador, dependientes de los ngombe, en el territorio Bolomba, cerca del río Ikelemba, en el noroeste de la RDC; los kango o mbuti, en Ituri, ya mencionados, y los twa, nombre que define a los pigmeos en general, de los que los twa mongo, unos 14.000, viven en el bosque pantanoso al oeste de los lagos Tumba y Nai-Ndombe, al oeste de la RDC, pescadores y cazadores, también conocidos como los konda twa, lia twa y ntomba twa.